# Gabriel Barbosa (ginasta)
Gabriel Faria Barbosa (Guarulhos, 14 de maio de 1998) é um atleta de ginastica artística brasileiro, atualmente competindo pelo clube Minas Tênis Clube. Foi medalhista de bronze na barra fixa no Pan-Americano juvenil em 2014 e medalhista de prata no Campeonato Brasileiro no ano de 2019. Cursa atualmente Educação física pela Universidade Estácio de Sá.

## Biografia
Faria sempre foi muito cheio de energia, aos cinco anos de idade os seus pais, Aguinaldo Barbosa e Sonia Faria, resolveram coloca-lo para fazer ginástica artística na cidade onde morava, em Guarulhos. Se destacou bastante no decorrer dos anos representando sua cidade, sendo campeão paulista, brasileiro e medalhista sul-americano pela categoria. Teve muitos espelhos em sua jornada, como Sergio Sasaki, Diego Hypólito. Treinou no mesmo clube (Agith) que Francisco Barretto Júnior e Arthur Zanetti, que o ajudaram muito a crescer no esporte. Nesta mesma época, Faria foi campeão Brasileiro, Sul-Americano e ainda foi bronze no Pan-Americano, todos em sua categoria (juvenil). Em 2017 começou a representar o Minas Tênis Clube. No ano seguinte foi para a primeira competição representando a seleção principal, uma etapa de Copa do Mundo em Osijek, na Croácia, competição em que foi finalista de argolas e acabou terminando na sexta colocação. Gabriel é um atleta generalista, ou seja, compete todos os seis aparelhos(solo, cavalo, argolas,salto, paralelas e barra fixa) treinando assim cerca de seis a sete horas por dia.